# Steuerfahndung
Die Steuerfahndung (Steufa) ist einerseits ein organisatorischer Teil der Finanzämter in den Bundesländern, andererseits ein organisatorischer Teil des Bundeszentralamts für Steuern (BZSt).

## Die Steuerfahndung der Bundesländer

### Gesetzlich zugewiesene Aufgaben und Zuständigkeiten
Die Aufgaben der Steuerfahndung der Länder bestehen nach § 208 Abs. 1 Satz 1 Abgabenordnung (AO) in der Erforschung bzw. Aufklärung von Steuerstraftaten und Steuerordnungswidrigkeiten, der Ermittlung der Besteuerungsgrundlagen in diesen Verfahren sowie in der Aufdeckung und Ermittlung unbekannter Steuerfälle.
Mit der Aufklärung von Steuerstraftaten obliegen der Steuerfahndung polizeiliche Aufgaben. Sie wird deshalb auch als Kriminalpolizei der Finanzämter bezeichnet. Die Steuerfahndung ist nur für solche Steuern zuständig, die nach Bundesrecht geregelt sind und soweit diese von den Bundesländern verwaltet werden (Art. 108 Grundgesetz i. V. m. § 1 Abs. 1 AO), beispielsweise für die Einkommensteuer, Körperschaftsteuer, Umsatzsteuer oder Erbschaftsteuer. Außerdem kann die Steuerfahndung auf Ersuchen der im Einzelfall zuständigen Finanzbehörde mit allen steuerlichen (also außerstrafrechtlichen) Ermittlungen beauftragt werden und ist schließlich zuständig für die ihnen sonst im Rahmen der Zuständigkeit der Finanzbehörden übertragenen Aufgaben (§ 208 Abs. 2 AO); so können beispielsweise Steuerfahnder in Einzelfällen als Vollziehungsbeamte bestellt werden, um Sach- oder Geldpfändungen vorzunehmen.
Anmerkung zu § 208 Abs. 1 AO: Bezüglich des diesbezüglich zugewiesenen Aufgabenbereichs ist – soweit es die vom Bund verwalteten Steuern und die im Zollkodex der EU geregelten Abgaben oder Agrarabgaben betrifft – die Zollfahndung zuständig. Bei den Steuern sind das beispielsweise die Kaffee-, Bier- oder Alkoholsteuer.
Organisiert ist die Steuerfahndung der Länder in Steuerfahndungsstellen an ausgewählten Finanzämtern. In einigen deutschen Bundesländern sind dies unselbständige Dienststellen, in anderen Bundesländern bestehen ausschließlich für die Verfolgung von Steuerstraftaten und Steuerordnungswidrigkeiten eingerichtete Finanzämter.

### Organisation
Organisiert ist die Steuerfahndung der Länder in Steuerfahndungsstellen an ausgewählten Finanzämtern. In Berlin, Hamburg, Nordrhein-Westfalen und Schleswig-Holstein bestehen hierzu eigens eingerichtete Finanzämter für Steuerfahndung und Steuerstrafsachen, in den übrigen Bundesländern sind die Steuerfahndungsstellen nahezu autonome Dienststellen an bestimmten Finanzämtern.
Im Gegensatz zur Schutz- und Kriminalpolizei oder zur Zollfahndung sind die Beamten der Steuerfahndung (i. F. Steuerfahnder) nicht bewaffnet. Die Steuerfahndung verfügt aber zumeist über eine Schutzausstattung wie Schutzwesten mit Stichschutz oder Pfefferspray und Handschließen.
Durch die Eingliederung in die Geschäftsordnung der Finanzämter gleichen sich die Steuerfahndungsstellen der Länder in ihrem strukturellen Aufbau. Die Steuerfahndungsstellen sind innerhalb der Finanzämter in einzelnen Sachgebieten organisiert. Dabei umfasst ein Sachgebiet mehrere Arbeitsgebiete, als kleinste Organisationseinheit, der bestimmte Aufgaben zugewiesen sind. Behördenchef und oberster Dienstvorgesetzter eines Finanzamts ist der Vorsteher. Ihm folgen die Sachgebietsleiter der einzelnen Steufa-Sachgebiete. Die Steufa-Sachgebietsleiter sind in aller Regel Juristen des höheren Dienstes. Ihnen unterstehen die Steuerfahnder in den Arbeitsgebieten. Diese sind ausgebildete Steuerbeamte mit Zusatzausbildungen, zumeist des gehobenen Dienstes.

### Befugnisse
- In Strafverfahren wegen Steuerstraftaten haben die Steuerfahnder der Länder dieselben Rechte und Pflichten wie Polizeibeamte nach der Strafprozessordnung (StPO); sie fungieren als Ermittlungspersonen der Staatsanwaltschaft und haben das Recht, die Papiere der von einer Durchsuchung betroffenen Person durchzusehen (§ 404 AO). Sie können Beschlagnahmen, Notveräußerungen, Durchsuchungen, Untersuchungen und sonstige Maßnahmen nach den für Ermittlungspersonen der Staatsanwaltschaft geltenden Vorschriften der StPO anordnen (§ 399 Abs. 2 Satz 2 AO). Zu Letzterem zählen insbesondere die
  - Anordnung von Beschlagnahmen bei Gefahr im Verzug (§ 98 Abs. 1 StPO),
  - Durchführung von richterlich angeordneten Telekommunikationsüberwachungen (§ 100a StPO),
  - Anordnung von Durchsuchungen bei Gefahr im Verzug bei einem Beschuldigten, (§ 105 Abs. 1 StPO),
  - vorläufige Festnahme von Beschuldigten (§ 127 Abs. 2 StPO),
  - Entgegennahme von Strafanzeigen (§ 158 Abs. 1 StPO),
  - Recht bzw. die Pflicht des ersten Zugriffs (§ 163 Abs. 1 StPO),
  - Vernehmung von Zeugen (§ 163 Abs. 3 StPO),
  - Vernehmung von Beschuldigten (§ 163a Abs. 4 StPO),
  - Anordnung von Maßnahmen zur Identitätsfeststellung (§ 163b StPO) oder
  - Festnahme von Störern, die amtliche Tätigkeiten vorsätzlich stören (§ 164 StPO).
- Im Besteuerungsverfahren haben die Steuerfahnder der Länder dieselben Rechte und Pflichten, die den Beamten der Finanzämter im Besteuerungsverfahren zustehen (§ 208 Abs. 1 Satz 2 AO). In der Regel sind dies die steuerlichen Rechte und Pflichten der Abgabenordnung sowie der Einzelsteuergesetze, welche die Steuerfahnder zu beachten haben. Dabei sind die Steuerfahnder nach § 208 Abs. 1 Satz 3 AO von einigen Einschränkungen entbunden. So können die Steuerfahnder beispielsweise jederzeit Auskünfte bei Dritten über die von den steuerlichen Ermittlungen betroffenen Personen einholen – auch mündlich – ohne die betroffene Person zuvor informieren zu müssen. Im Rechtskreis des § 208 Abs. 1 Satz 3 AO ist die Steuerfahndung in den Bereichen Steueraufsicht und Vorermittlungen bei Hinweisen auf mögliche Steuerstraftaten tätig.

### Die Doppelfunktion der Steuerfahndung
Die gleichzeitigen Befugnisse der Steuerfahndung der Länder im Strafverfahren als Steuerpolizei einerseits sowie im außerstrafrechtlichen Besteuerungsverfahren als Finanzbehörde andererseits, verleiht ihr eine Doppelfunktion – eine Zwitterstellung sozusagen. Diese doppelte Aufgabe und doppelte Befugnis machen die Steuerfahndung zu einer machtvollen Instanz für den betroffenen Bürger.
Der Gesetzgeber ordnet die Doppelfunktion der Steuerfahndung der Länder im Rahmen des § 393 AO rechtsstaatlich ein. Im Absatz 1 heißt es: „Die Rechte und Pflichten der Steuerpflichtigen und der Finanzbehörde im Besteuerungsverfahren und im Strafverfahren richten sich nach den für das jeweilige Verfahren geltenden Vorschriften. Im Besteuerungsverfahren sind jedoch Zwangsmittel … gegen den Steuerpflichtigen unzulässig, wenn er dadurch gezwungen würde, sich selbst wegen einer von ihm begangenen Steuerstraftat oder Steuerordnungswidrigkeit zu belasten. Dies gilt stets, soweit gegen ihn wegen einer solchen Tat das Strafverfahren eingeleitet worden ist. Der Steuerpflichtige ist hierüber zu belehren, soweit dazu Anlass besteht.“
Die Klarstellung ist bedeutend, weil sich die Rechte und Pflichten eines nicht beschuldigten Steuerpflichtigen von den Rechten und Pflichten eines Beschuldigten wesentlich unterscheiden. So muss der Beschuldigte beispielsweise im Strafverfahren keine Angaben machen, ja er darf sogar unwahre Angaben machen – im Besteuerungsverfahren hingegen ist er – auch nach Einleitung des Strafverfahrens – zur wahrheitsgemäßen Mitwirkung verpflichtet. Diese Verpflichtung kann aber in einem laufenden Strafverfahren gegen den Verpflichteten nicht durch die Anordnung von Zwangsmitteln erzwungen werden.
Der Gesetzeswortlaut des § 393 Abs. 1 AO lässt indes viele praktische Fragen offen, die immer wieder die Finanzgerichte beschäftigen. So hat der Bundesfinanzhof in seinem Urteil vom 12. Juli 2022, VIII R 8/19, festgestellt: „Die unangekündigte Wohnungsbesichtigung durch einen Beamten der Steuerfahndung als sog. Flankenschutzprüfer zur Überprüfung der Angaben des Steuerpflichtigen zu einem häuslichen Arbeitszimmer im Besteuerungsverfahren ist wegen Verstoßes gegen den Verhältnismäßigkeitsgrundsatz rechtswidrig, wenn der Steuerpflichtige bei der Aufklärung des Sachverhalts mitwirkt. Dies gilt auch dann, wenn der Steuerpflichtige der Ortsbesichtigung zustimmt und deshalb kein schwerer Grundrechtseingriff in Art. 13 Abs. 1 GG vorliegt.“

### Das Tagesgeschäft der Steuerfahndung
Jede Steuerfahndungsstelle der Länder unterhält einen Bereitschaftsdienst. Bei ihm laufen alle Außenkontakte auf, soweit Vorgänge neu sind und/oder ihnen noch keinem Sachbearbeiter zugewiesen wurden. Dies sind beispielsweise Behördenkontakte, telefonische Strafanzeigen oder dringende Amtshilfeersuchen anderer Steuerfahndungsstellen.
Die eingehenden Vorgänge werden in aller Regel durch die Sachgebietsleiter einem Arbeitsgebiet oder einem einzelnen Steuerfahnder zur Bearbeitung zugewiesen. Zuweisungen an ein spezielles Arbeitsgebiet erfolgen beispielsweise bei Steuerstraftaten im Zusammenhang mit organisierter Kriminalität, bei Geldwäsche, bei Scheinrechnungen im Transport- oder Baunebengewerbe, bei Umsatzsteuerhinterziehung im sehr großen Ausmaß oder im Zusammenhang mit Konzernprüfungen. Neben den Zuweisungen sind Steuerfahnder qua Amt berechtigt und verpflichtet Fälle im Selbstaufgriff zu bearbeiten, beispielsweise wenn im Rahmen von Ermittlungen bisher unbekannte Steuerstraftaten anderer Personen aufgedeckt werden oder wenn im Alltag Vorgänge bekannt werden, die eine Maßnahme der Steueraufsicht nach § 208 Abs. 1 Satz 1 Nr. 3 AO rechtfertigen.
Nach Abschluss der Ermittlungen muss die Steufa zwei Schlussberichte erstellen. Zum einen den steuerlichen Prüfungsbericht, in dem die für die Besteuerung erheblichen Prüfungsfeststellungen sowie die Änderungen der Besteuerungsgrundlagen darzustellen sind (§ 202 Abs. 1 AO). Zum anderen den strafrechtlichen Ermittlungsbericht, in dem die für den objektiven und subjektiven Tatbestand bedeutsamen Ermittlungsergebnisse aufzuführen sind.

### Bedeutung für das Steueraufkommen
Nach der Statistik des Bundesministeriums der Finanzen haben die Steuerfahndungsstellen der Länder in den Jahren 2012 bis 2021 folgende Ergebnisse erzielt (Angaben in Mio. Euro):
| Jahr | Jahr    | Mehrsteuern in Mio. Euro |
| 2012 | 3.079,6 | 3.079,6                  |
| 2013 | 2.051,2 | 2.051,2                  |
| 2014 | 2.451,2 | 2.451,2                  |
| 2015 | 3.025,3 | 3.025,3                  |
| 2016 | 3.179,7 | 3.179,7                  |
| 2017 | 2.897,9 | 2.897,9                  |
| 2018 | 2.625,6 | 2.625,6                  |
| 2019 | 2.828,9 | 2.828,9                  |
| 2020 | 3.286,0 | 3.286,0                  |
| 2021 | 2.157,3 | 2.157,3                  |

### Auf Grund von Ermittlungen festgesetzte Strafen

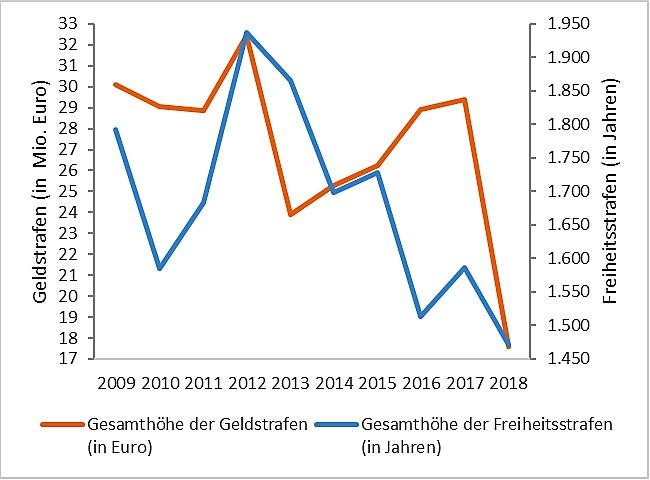
Summen der auf Grund von Ermittlungen der Steuerfahndung festgesetzten Geldstrafen (in Mio. Euro, Achse links) und Freiheitsstrafen (in Jahren, Achse rechts).

Auf der Grundlage der Meldungen aller Länder erstellt das BMF alljährlich eine Statistik über die Ergebnisse der Verfolgung von Steuerstraftaten und Steuerordnungswidrigkeiten sowie über die Ergebnisse der Steuerfahndung, die in den Monatsberichten des Ministeriums – meist im vierten Quartal des folgenden Jahres veröffentlicht werden.
Die Summen der auf Grund von Ermittlungen der Steuerfahndung festgesetzten Geldstrafen und Freiheitsstrafen nahmen von 2009 bis 2018 beide ab.

## Die Steuerfahndung des BZSt
- Die Aufgaben der Steuerfahndung des Bundes beim BZSt sind nach § 208a Abs. 1 AO allein auf die Steueraufsicht beschränkt und zwar auf wenige Fälle (§ 5 Abs. 1a Finanzverwaltungsgesetz), beispielsweise hinsichtlich der Erstattung von Kapitalertragsteuer. Anders als für die Steuerfahndung der Länder und den Zollfahndungsdienst des Bundes gibt es aber keine Zuweisung von Kompetenzen an das BZSt im Bereich der Strafverfolgung. Dementsprechend werden dem BZSt auch keine strafprozessualen Ermittlungsbefugnisse eingeräumt. Diese verbleiben bei der Steuerfahndung der Länder bzw. beim Zollfahndungsdienst des Bundes.[1]
- Die Steuerfahndung des BZSt fungiert als Zentralstelle Steueraufsicht beim BZSt-Hauptsitz in Bonn.[7]